# Нагрудний знак «Почесна відзнака Служби безпеки України»
Нагрудний знак «Почесна відзнака Служби безпеки України» — вища відомча заохочувальна відзнака Служби безпеки України. Перша створена і вища відзнака СБУ, була заснована 8 серпня 1996 року. З 21 січня 2013 не вручається, наступник - нагрудний знак «Відзнака Служби безпеки України»

## Історія нагороди
Указом Президента України від 18 листопада 1996 року № 1094/96 міністерствам і відомствам було надано право засновувати відомчі нагороди. Першою і вищою нагородою СБУ став заснований наказом Голови СБУ від 8 серпня 1996 року нагрудний знак “Почесна відзнака Служби безпеки України”. Автор - заслужений художник України Микола Лебідь. Знак № 1 вручено генералу армії України В. Радченку.
Нагрудний знак «Почесна відзнака Служби безпеки України» також є актуальним і в наступному Наказі Служби безпеки України №4 від 9 січня 2008 «Про відомчі заохочувальні відзнаки Служби безпеки України».
З 25 січня 2013 не вручається. Наказом Служби безпеки України № 30 від 25 січня 2013 року «Про відомчі заохочувальні відзнаки Служби безпеки України» встановлений новий нагрудний знак «Відзнака Служби безпеки України», він став наступником першої відзнаки, і створений на її основі.

## Положення про відзнаку
Нагрудним знаком «Почесна відзнака Служби безпеки України» нагороджують співробітників — військовослужбовців, які бездоганно прослужили в органах державної безпеки не менш як 10 років, за значні досягнення в оперативно-службовій діяльності. Цим знаком можуть нагороджувати й інших громадян України, а також іноземців і осіб без громадянства за допомогу і сприяння органам СБУ в розв'язанні покладених на них завдань. Повторне нагородження почесною відзнакою не проводиться.

## Опис відзнаки
В основі композиції — щит у формі прямовисно витягнутого еліпсу малинової емалі. На нього накладено меча білого металу вістрям угору; золоту лаврову гілку; стрічку у вигляді Державного Прапора і фігурну стрічку синього кольору. Меч разом з лавровим листям символізують собою дерево життя, дерево честі, гідності, поваги та слави і в нижній частині знака разом з ручкою меча справляють враження тризуба - малого Державного Герба України. У центральній частині знака зліва направо розташований Державний прапор України з написом «Почесна відзнака Служби безпеки», а на стрічці синього кольору в нижній частині знака - напис «України». Знак виготовляється з томпаку; нейзільберу, мельхіору з гальванічним покриттям під золото і має розмір 45.5x32 мм. На звороті вигравірувано порядковий номер. Кріплення — гвинтове.

## Порядок носіння відзнаки
Нагрудний знак «Відзнака Служби безпеки України» носиться з правого боку грудей після знаків державних нагород України та іноземних державних нагород.